# Валтер фон Геминген
Валтер фон Геминген (на немски: Walther von Gemmingen; * ок. 1440; † 1501) е благородник от стария алемански рицарски род Геминген в Крайхгау в Баден-Вюртемберг, от 1479 г. абат на манастир Зелц/Селц в Гранд Ест.
Той е четвъртият син (от 23 деца) на Еберхард дер Таубе фон Геминген († 1479) и съпругата му Барбара фон Найперг († 1486), дъщеря на Еберхард фон Найперг († 1450) и Магдалена фон Ментцинген, дъщеря на Еберхард фон Ментцинген и Елизабет фон Щайн. Брат е на Еберхард фон Геминген (1422 – 1501) и Ханс/Кекханс фон Геминген (1431 – 1487), на които баща му дава наследството. Другите му братя са духовници.
Валтер става конвент-брат в манастир Мурхардт и след това в Зелц, където през 1479 г. става абат. Той умира през септември 1501 г.